# Embia aethiopicorum
Embia aethiopicorum is een insectensoort uit de familie Embiidae, die tot de orde webspinners (Embioptera) behoort. De soort komt voor in West-Afrika.
Embia aethiopicorum is voor het eerst wetenschappelijk beschreven door Karsch in 1900.